# Microsoft Visio
Microsoft Visio （マイクロソフト ビジオ）は、マイクロソフトが提供している、設計図やダイアグラムなどの作図を行うためのソフトウェアである。Windows版のみがリリースされており、macOS版はリリースされていない。買い切り版のMicrosoft Officeには含まれていないが、一部のMicrosoft 365のプランに含まれている。

## 概要
Visioに用意されている図形の部品はビジネス文書やプレゼンテーション作成時に必要とされるものが大半を占める。簡単なもので言えばフローチャート図やオフィスレイアウト図などである。部品には詳細に変形させる事ができる機能があるため、それらを応用して効率的に図式化させる。完成した図面は他のMicrosoft Officeアプリケーションに反映できる。

## 沿革
米ライトハウスデザイン（en:Lighthouse Design）が開発したNEXTSTEP用ソフトウェア「Diagram!」を、1992年にShapeware Corporation（のちのVisio Corporation、米アルダスの創業者達によって設立された）がWindows用に複製・開発したソフトウェアである。日本国内向けとしてはアスキーが販売していたが、バージョン5および2000はビジオジャパンから発売された。2000年1月7日にマイクロソフトがVisio Corporationを買収したため、2002以降はMicrosoft Officeシリーズのソフトウェアとして位置づけられた。
マイクロソフトに買収されたあとには、Visio 2000 SR1、Visio 2002、Visio 2003、Visio 2007、Visio 2010、Visio 2013、Visio 2016、Visio 2019、Visio 2021、Visio 2024のバージョンがリリースされている。
ソフトウェア設計資料作成用としてUMLのステンシルがあることからソフトウェア開発環境のMicrosoft Visual Studio .NET 2003のエンタープライズ版以上にVisioがバンドルされた。2005からは外されているが、Standard以上に搭載されるUML作成機能はVisioのサブセットである。

## エディションごとの違い
ごく普通のビジネスで使用する上で問題ない機能だけを収録した「スタンダード」と、IT関連業や建設業、製造業などで必要とされる高度な図面も収録した「プロフェッショナル」に分かれている。
- 共通して使用可能な部品
  - チャート・グラフ関連
  - マーケティング図表
  - ネットワーク構成図
  - フローチャート関連
  - ブレーンストーミング（Visio 2003より実装）
  - プロジェクトスケジュール（作成した図面をもとにMicrosoft Projectに反映させることもできる）
  - ブロック図
  - オフィスレイアウト図
  - 組織図
  - 道路設計図
- プロフェッショナル版のみの機能
  - ピボットダイアグラム
  - Webに関連する図面制作（Web開発者向け）
  - UMLモデル図、Windowsインターフェイス図、プログラム構成図など。（ソフトウェア開発者向け）
  - データベースモデル図（データベース設計者向け）
  - Active Directory図、Novell Directory Services図など。（ネットワーク管理者向け）
  - 配管・計装図（配管工事関係者向け）
  - 部品設計（鉄鋼関連の製造業向け）
  - フロアプラン・空間設備関連・住宅設計・電気通信関連（住設・建築業向け）
  - 電気工学関連

プロフェッショナルに搭載されている機能の多くはCADと類似したものが多く、一から設計するのが苦手なユーザー向けのエディションとも言える。

## 類似ソフトウェア
- OmniGraffle（macOS用のソフトウェア）
- Dia
- OpenOffice.org Draw（オフィススイートOpenOffice.orgの作図ソフト　開発終了）
  - Apache OpenOffice Draw（OpenOffice.org Drawの後継）
  - LibreOffice Draw（OpenOffice.org Drawの後継）
- 花子（統合グラフィックソフト　Windows用）
- LucidChart（Webブラウザー上で編集を行うサービス）
- Gliffy（Webブラウザー上で編集を行うサービス | 英語）
- yEd
- draw.io